# Петрункевич, Михаил Ильич
Михаил Ильич Петрункевич (1846—1912) — общественный деятель, видный член Конституционно-демократической партии, депутат I Государственной Думы от Санкт-Петербурга, брат Ивана Ильича Петрункевича.

## Биография
По окончании Петербургской Медико-хирургической академии служил военным врачом в Кронштадте. После отставки более 20 лет был гласным Тверского уездного и губернского земств, работал в должности старшего врача Тверской губернской земской больницы. В 1878 стал одним их основателей газеты «Тверской вестник», в которой выступал по земским и медицинским вопросам. Организатор и многолетний председатель Тверского общества врачей. Гласный Тверской городской думы.
В начале 1900-х годов переехал в Петербург, где занимался предпринимательской деятельностью, был членом Совета Вольного экономического общества. Избирался гласным Петербургской городской думы.
После роспуска Первой Государственной думы подписал в числе 180 депутатов «Выборгское воззвание» 10 июля 1906 года в городе Выборге, за что был осужден на три месяца тюремного заключения и лишен избирательных прав. Наказание отбывал в Петербургской тюрьме «Кресты», одновременно и в одном корпусе с В. Д. Набоковым.
Умер 3 (16) мая 1912 года в Ялте. Похоронен на Иоанно-Златоустовском кладбище.

## Семья
Жена — Любовь Гавриловна Вульф. Их дети:
- Анна Михайловна Петрункевич (1875—1955) (в 1-м браке Маевская, во 2-м — Поль), выступала под псевдонимом Ян-Рубан — концертная певица (сопрано) и вокальный педагог, играла заметную роль в художественной жизни русской эмиграции во Франции.
- Александра Михайловна Петрункевич (1873—1965)